# 帕埃斯 (博亞卡省)

帕埃斯（西班牙語：Páez），是哥倫比亞的城鎮，位於該國東北部博亞卡省，面積443平方公里，距離通哈163公里，始建於1962年11月26日，2005年人口3,242，人口密度每平方公里7.33人。
5°06′16″N 73°03′20″W / 5.10444°N 73.0556°W